# Pink Triangle
"Pink Triangle" (em português: Triângulo Cor de Rosa) é uma música da banda americana de rock alternativo Weezer, lançada em 1997 como terceiro single do seu segundo álbum, Pinkerton. O single foi lançado a 20 de Maio de 1997, num último esforço de fazer aumentar as vendas do álbum. A música foi remisturada por Tom Lord-Alge, acrescentando um solo de guitarra reconstruído, uma faixa sintetizada e vocais em overdub.

## Enquadramento
A música descreve um homem com sexualidade ambígua que se apaixona por uma mulher com que imagina poder assentar e casar. Contudo, este descobre rapidamente que o objecto desta afeição será uma lésbica que possivelmente pensa que ele próprio é homossexual. A música é baseada numa pessoa real que o vocalista dos Weezer Rivers Cuomo conheceu enquanto foi estudante em Harvard. Anos mais tarde, ele descobriu que a mulher não era lésbica mas sim apoiante da comunidade homossexual por usar um triângulo cor de rosa.
Um single promocional foi lançado para as estações de rádio que também continha uma versão acústica da música gravada na Shorecrest High School em Seattle, Washington. A música recebeu um tempo de antena limitado e nunca se inseriu em tabelas, não se seguindo a produção de um vídeo. Este foi o single menos bem sucedido da banda até hoje.
Em 2004, a banda lançou o seu primeiro DVD Video Capture Device, no qual apresenta um video da actuação em Shorecrest tal como uma montagem realizada pelo webmaster e amigo de longa da data da banda Karl Koch, que apresenta imagens de Jennifer Wilson, esposa do baterista dos Weezer Patrick Wilson.

## Lista de Faixas
CD Promocional para Estações de Rádio
| N.º | Título                             | Compositor(es) | Duração |  |
| 1.  | "Pink Triangle" (Remix)            | Rivers Cuomo   | 4:02    |  |
| 2.  | "Pink Triangle" (Acústico Ao Vivo) | Rivers Cuomo   | 4:18    |  |

## Pessoal
- Rivers Cuomo — vocalista, guitarra principal
- Patrick Wilson — bateria, percussão
- Brian Bell — guitarra rítmica, vocalista de apoio
- Matt Sharp — baixo, vocalista de apoio